# Kabinett Leone I
Das Kabinett Leone I wurde am 21. Juni 1963 durch Ministerpräsident Giovanni Leone gebildet und befand sich bis zum 3. Dezember 1963 im Amt. Es löste das vierte Kabinett Fanfani ab und wurde durch das erste Kabinett Moro abgelöst.

## Kabinett

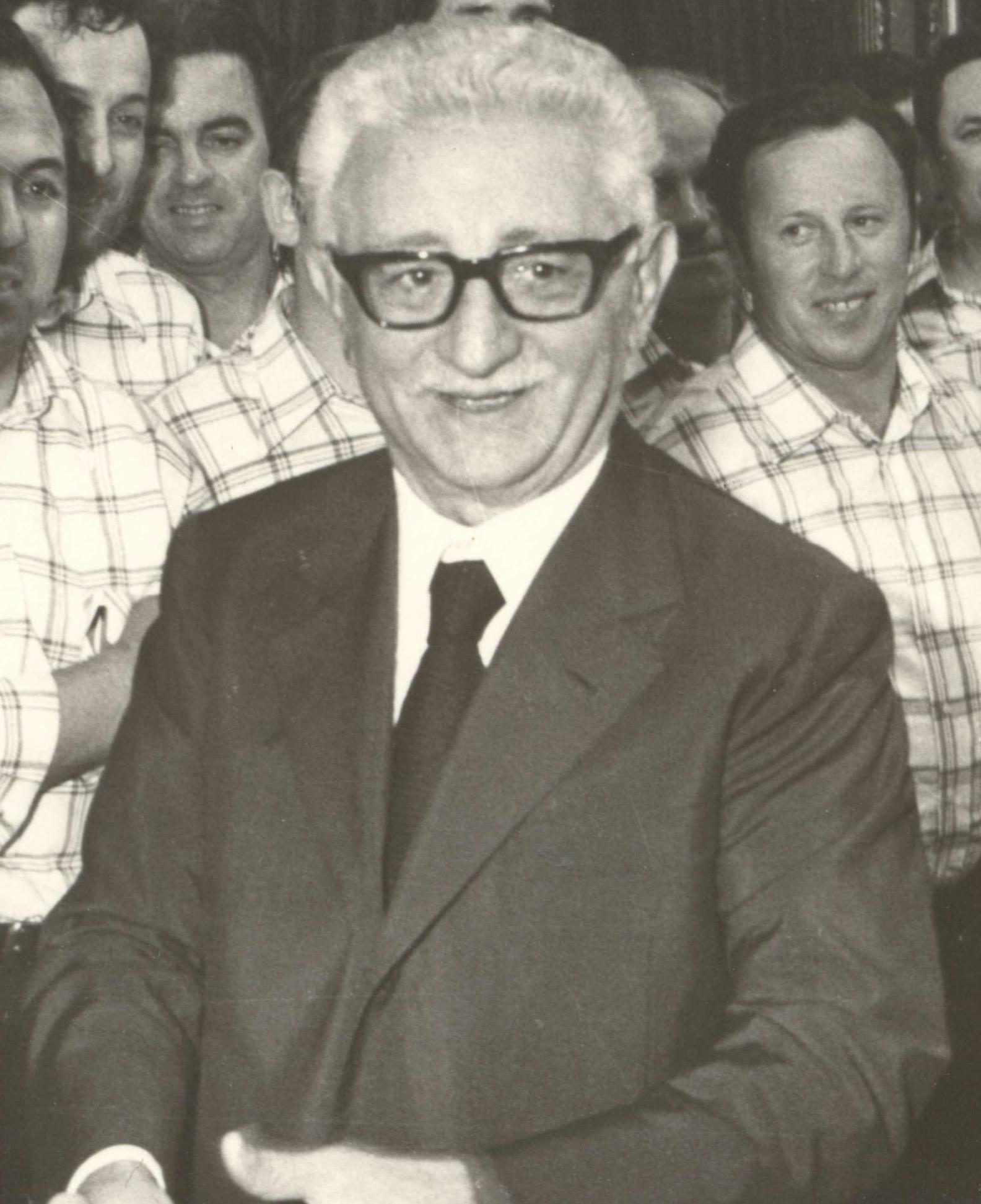
Giovanni Leone

Dem Kabinett gehörten folgende Minister an:
| Amt                                                                       | Name                       | Parlamentsmandat        | Anmerkungen                                                                             |
| ------------------------------------------------------------------------- | -------------------------- | ----------------------- | --------------------------------------------------------------------------------------- |
| Ministerpräsident                                                         | Giovanni Leone             | Camera dei deputati     |                                                                                         |
| Vize-Ministerpräsident                                                    | Attilio Piccioni           | Senato della Repubblica | zugleich Außenminister                                                                  |
| Minister beim Ministerpräsidenten                                         | Giulio Pastore             | Camera dei deputati     | zugleich Vorsitzender des Ministerausschusses für Süditalien und benachteiligte Gebiete |
| Minister ohne Geschäftsbereich für die Reform der öffentlichen Verwaltung | Roberto Lucifredi          | Camera dei deputati     |                                                                                         |
| Minister ohne Geschäftsbereich für die Beziehungen zum Parlament          | Giuseppe Codacci Pisanelli | Camera dei deputati     |                                                                                         |
| Außenminister                                                             | Attilio Piccioni           | Senato della Repubblica | zugleich Vize-Ministerpräsident                                                         |
| Innenminister                                                             | Mariano Rumor              | Camera dei deputati     |                                                                                         |
| Justizminister                                                            | Giacinto Bosco             | Senato della Repubblica |                                                                                         |
| Haushaltsminister                                                         | Giuseppe Medici            | Senato della Repubblica |                                                                                         |
| Finanzminister                                                            | Mario Martinelli           | Senato della Repubblica |                                                                                         |
| Schatzminister                                                            | Emilio Colombo             | Camera dei deputati     |                                                                                         |
| Verteidigungsminister                                                     | Giulio Andreotti           | Camera dei deputati     |                                                                                         |
| Minister für öffentlichen Unterricht                                      | Luigi Gui                  | Camera dei deputati     |                                                                                         |
| Minister für öffentliche Arbeiten                                         | Fiorentino Sullo           | Camera dei deputati     |                                                                                         |
| Minister für Landwirtschaft und Forsten                                   | Bernardo Mattarella        | Camera dei deputati     |                                                                                         |
| Minister für Verkehr und Zivilluftfahrt                                   | Guido Corbellini           | Senato della Repubblica |                                                                                         |
| Minister für Post und Telekommunikation                                   | Carlo Russo                | Camera dei deputati     |                                                                                         |
| Minister für Industrie und Handel                                         | Giuseppe Togni             | Camera dei deputati     |                                                                                         |
| Minister für Arbeit und Sozialversicherung                                | Umberto Delle Fave         | Camera dei deputati     |                                                                                         |
| Außenhandelsminister                                                      | Giuseppe Trabucchi         | Camera dei deputati     |                                                                                         |
| Minister für die Handelsmarine                                            | Francesco Maria Dominedò   | Camera dei deputati     |                                                                                         |
| Minister für staatliche Beteiligungen                                     | Giorgio Bo                 | Senato della Repubblica |                                                                                         |
| Gesundheitsminister                                                       | Angelo Raffaele Jervolino  | Senato della Repubblica |                                                                                         |
| Minister für Tourismus und Veranstaltungen                                | Alberto Folchi             | Camera dei deputati     |                                                                                         |